# Синапсин 2
Синапсин 2 - белок человека, принадлежащий к семейству синапсинов и кодируемый геном SYN2 на 3-й хромосоме. 
В одном из интронов гена SYN2 содержится ген, кодирующий один из белков семейства TIMP.

## Клиническое значение
В некоторых исследованиях ген SYN2 ассоциирован с шизофренией.